# Nicolae Manea
Nicolae Manea (* 11. März 1954 in Bukarest; † 15. Dezember 2014) war ein rumänischer Fußballspieler und -trainer und Funktionär. In seiner aktiven Laufbahn bestritt der Stürmer 209 Spiele in der Divizia A, der höchsten rumänischen Spielklasse. Seit Dezember 2013 war er Präsident von Rapid Bukarest.

## Karriere als Spieler

### Verein
Nach seiner Ausbildung in der Jugend von Rapid Bukarest rückte er im Jahr 1973 in den Kader der ersten Mannschaft auf. Dort gab er am 16. März 1974 seinen Einstand in der Divizia A. Am Saisonende musste die Mannschaft in die Divizia B absteigen, wo ihr der sofortige Wiederaufstieg gelang. Gleichzeitig konnte er mit Rapid im Jahr 1975 den rumänischen Pokal gewinnen. Im Finale gegen Universitatea Craiova erzielte er beim 2:1-Sieg beide Treffer für sein Team.
Nach dem Klassenerhalt 1976 musste Manea mit Rapid am Ende der Spielzeit 1976/77 erneut absteigen. In den folgenden Jahren verpasste er mit seiner Mannschaft die Rückkehr ins Oberhaus. Im Jahr 1980 verließ er Rapid schließlich zum Lokalrivalen Steaua Bukarest. Dort konnte er sich jedoch nicht durchsetzen und kehrte nach einem Jahr bereits wieder zu Rapid zurück. In der Saison 1982/83 konnte er sich mit seinem Klub in der Divizia B durchsetzen und stieg in die Divizia A auf. Dort konnte er sich in den folgenden Jahren im Mittelfeld der Liga platzieren. Obwohl er regelmäßig zum Einsatz kam, kam er als Stürmer kaum zu Torerfolgen.
Im Sommer 1987 verließ Manea Rapid und wechselte zu Gloria Bistrița in die Divizia B. Nach drei vergeblichen Anläufen kehrte er im Sommer 1990 mit Gloria ins Oberhaus zurück. Die Saison 1990/91 konnte er mit dem Aufsteiger auf dem fünften Platz abschließen, kam dabei aber nur noch selten zum Einsatz und beendete im Sommer 1991 seine Karriere.

### Nationalmannschaft
Nicolae Manea bestritt sein einziges Spiel für die rumänische Nationalmannschaft am 2. Juli 1976 in einem Freundschaftsspiel gegen den Iran.

## Karriere als Trainer
Nach dem Ende seiner aktiven Laufbahn arbeitete Manea als Fußballtrainer. Nach vier Jahren als Cheftrainer von Unirea Dej in der Divizia B übernahm er im Sommer 1996 den FC Bihor Oradea in der Divizia C. Den Verein verließ er Anfang April 1997, um als Nachfolger von Ion Dumitru seinen früheren Klub Rapid Bukarest in der Divizia A zu übernehmen. Die Saison 1996/97 schloss er auf einem Platz im Mittelfeld ab und musste für Mircea Lucescu Platz machen.
Im Sommer 1998 beerbte Manea Mircea Nedelcu bei Ceahlăul Piatra Neamț. Seine Amtszeit endete Anfang November 1998 nach acht sieglosen Spielen, als er von Viorel Hizo abgelöst wurde. Im März 1999 übernahm er erneut Rapid Bukarest als der Klub auf dem ersten Platz stand. Als der Klub fünf Spieltage später hinter Dinamo Bukarest zurückgefallen war, trennte sich Rapid von Manea und ersetzte ihn abermals durch Mircea Lucescu, mit dem sich der Verein schließlich die Meisterschaft 1999 sicherte.
Von 2002 bis 2005 war Manea Trainer der rumänischen U-21-Nationalmannschaft, verpasste in dieser Zeit aber die Qualifikation zur Europameisterschaft. Im September 2005 übernahm er als Nachfolger von Gheorghe Mulțescu den gerade in die Divizia B abgestiegenen FC Brașov. Schon Ende des Jahres musste er Cornel Țălnar weichen.
Ende Oktober 2009 wurde Manea ein drittes Mal Cheftrainer von Rapid Bukarest, als Viorel Hizo ablöste. Im März 2010 musste er den Klub aber bereits wieder verlassen. Seit Oktober 2010 ist er als Nachfolger von Laurențiu Reghecampf Trainer von Gloria Bistrița, mit dem er am Ende der Saison 2010/11 in die Liga II absteigen musste. Dort gelang ihm mit seinem Team der direkte Wiederaufstieg. Am Ende der Spielzeit 2012/13 stand jedoch der erneute Abstieg. Manea verließ Bistrița und wurde Cheftrainer von Aufsteiger Corona Brașov. Er startete mit nur einem Punkt aus sechs Spielen in die Saison 2013/14. Anfang September 2013 wurde er Präsident des Klubs, bevor das gleiche Amt im Dezember 2013 beim Traditionsverein Rapid Bukarest antrat, der im selben Jahr in die Liga II abgestiegen war. Im Oktober 2014 wurde bei Manea Leberkrebs in fortgeschrittenem Stadium diagnostiziert. Er verstarb am 15. Dezember 2014 an der Krankheit.

## Erfolge

### Als Spieler
- Rumänischer Pokalsieger: 1975
- Aufstieg in die Divizia A: 1975, 1983, 1990

### Als Trainer
- Aufstieg in die Liga 1: 2012